# Onthophagus obenbergeri
Onthophagus obenbergeri là một loài bọ cánh cứng trong họ Bọ hung (Scarabaeidae).